# Beim Brummaier

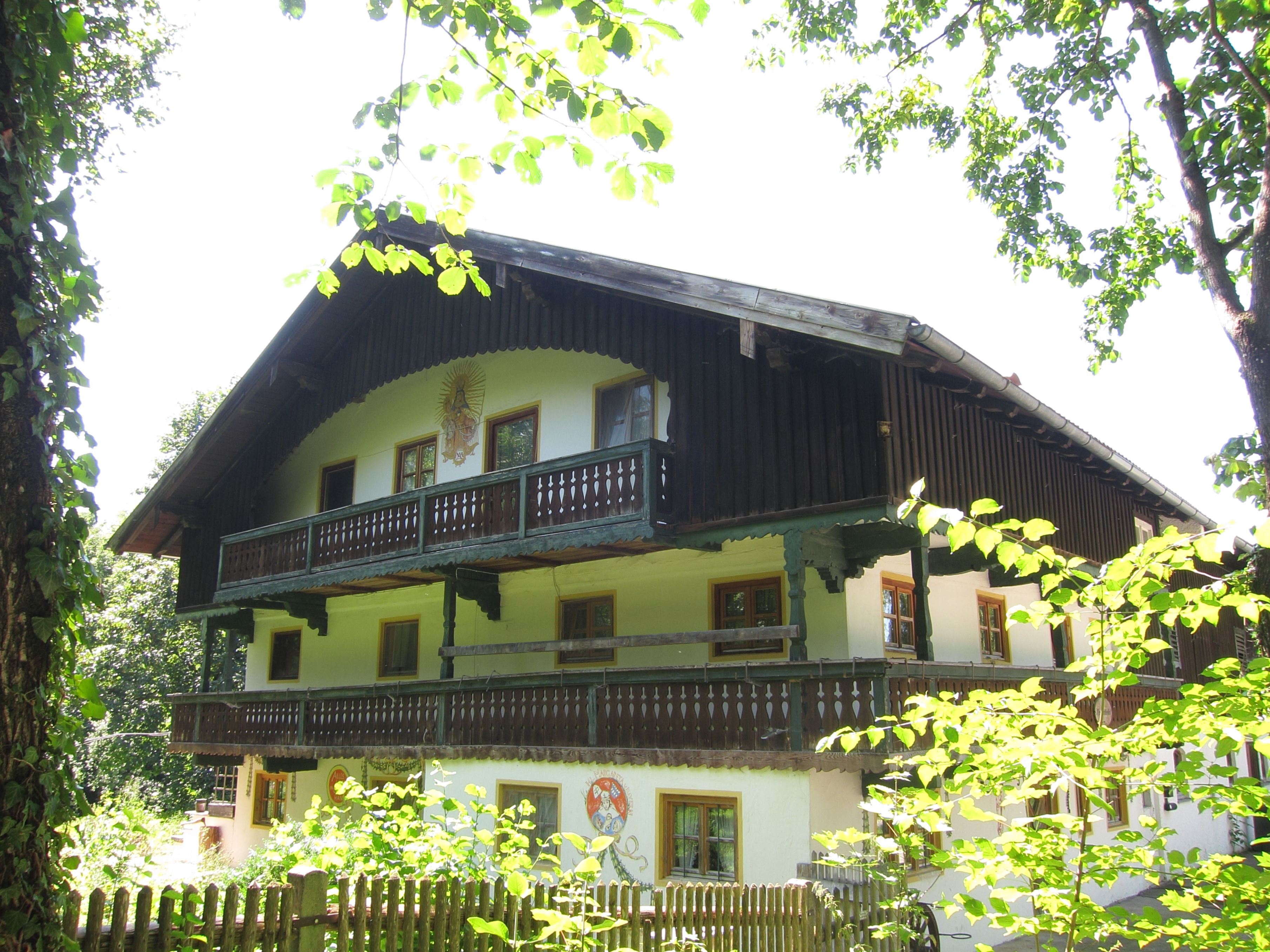
Bauernhof Beim Brummaier in Beigarten

Beim Brummaier ist ein ehemaliger Bauernhof in Beigarten, einem Ortsteil der oberbayerischen Gemeinde Straßlach-Dingharting im Landkreis München. Der Bauernhof mit der Adresse Beigarten 5, der ein geschütztes Baudenkmal ist, wurde im Kern in der ersten Hälfte des 18. Jahrhunderts errichtet.
Die zweigeschossige Einfirstanlage mit Satteldach besteht aus einem verputzten Blockbau-Obergeschoss mit umlaufender Laube. Das Dach und die Giebellaube stammen aus dem 19. Jahrhundert.